# یوهان ماتیوس بششتاین

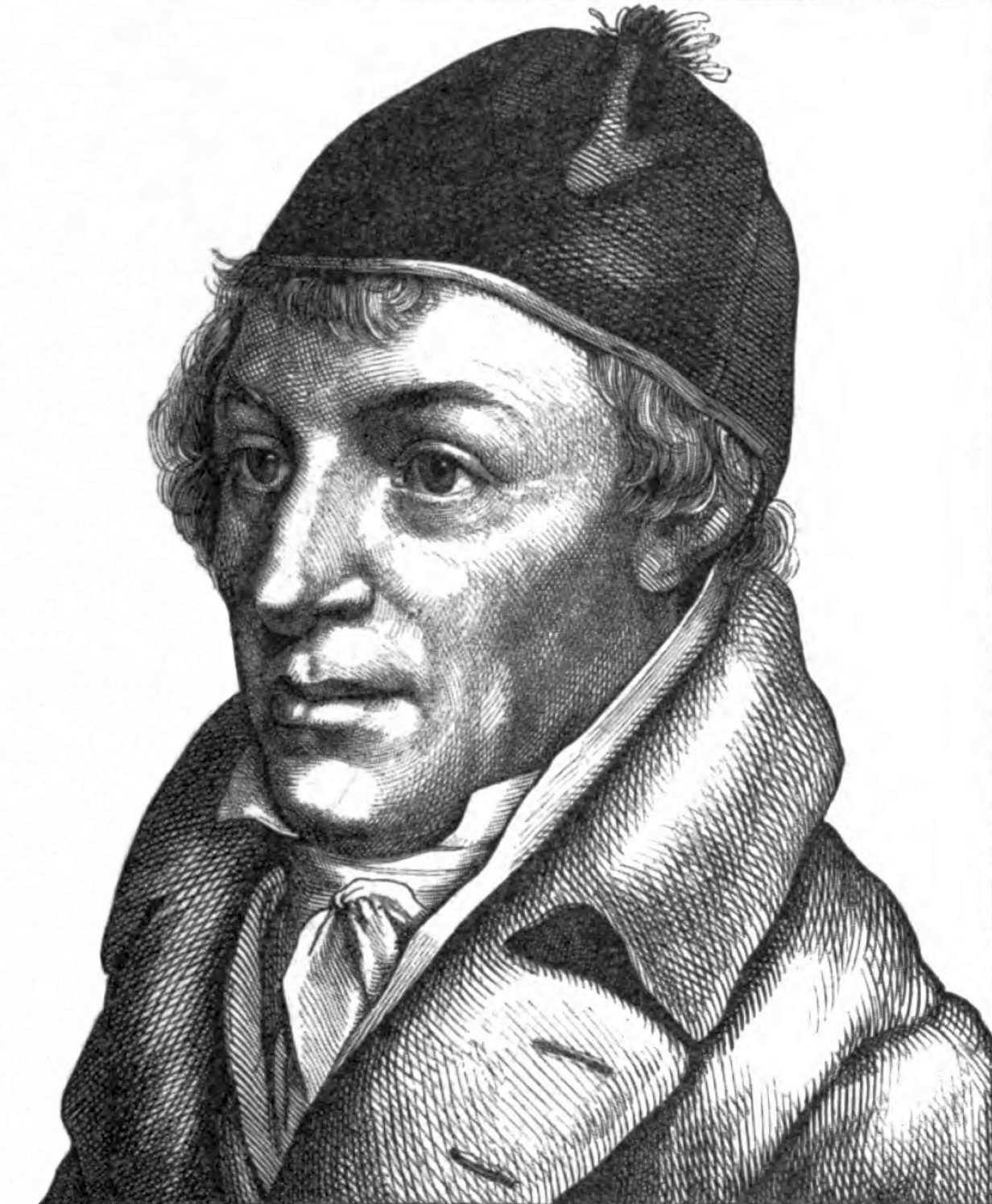
یوهان ماتیوس بختشتاین

یوهان ماتیوس بششتاین (به آلمانی: Johann Matthäus Bechstein)‏ (۱۱ ژوئیه ۱۷۵۷ - ۲۳ فوریه ۱۸۲۲) جانورشناس آلمانی بود.
بششتاین در والترس‌هاوزن در منطقه گوتا در ایالت تورینگن به دنیا آمد.
او رئیس مدرسه جنگلداری در ماینینگن بود. بختشتاین جانورشناسی پرکار بود که خود را وقف این رشته از دانش کرد و یکی از نخستین کسانی بود که از حفظ محیط زیست طبیعی دفاع کرد.
او حفاظت از حیواناتی مانند خفاش را که در زمان او تنها به عنوان آفت و موجودات مزاحم دیده می‌شدند تبلیغ کرد و پرنده‌شناس نیز بود و توصیف علمی برخی از گونه‌های پرندگان نخستین بار توسط او انجام شده‌است.

## آثار
برخی از نوشته‌های اصلی بختشتاین عبارتند از:
- Gemeinnützige Naturgeschichte Deutschlands (تاریخ طبیعی آلمان برای استفاده همگانی) (۱۷۸۹-۱۷۹۵)
- Johann Lathams Allgemeine Übersicht der Vögel (دیدگاه کلی یوهان لاتهام در زمینه پرندگان) (۱۷۹۱-۱۸۱۲)
- Kurzgefasste gemeinnützige Naturgeschichte (چکیده‌ای از تاریخ طبیعی برای استفاده عموم) (۱۷۹۲-۱۷۹۷)
- Ornithologisches Taschenbuch (کتاب جیبی پرنده‌شناسی) (۱۸۰۲-۱۸۰۳)

یوهان ماتیوس بششتاین ناپدری لودویگ بششتاین، نویسنده آلمانی است.